# Propontocypris
Propontocypris is een geslacht van kreeftachtigen uit de klasse van de Ostracoda (mosselkreeftjes).

## Soorten
- Propontocypris (Propontocypris) intermedia  (Brady, 1868)
- Propontocypris (Propontocypris) kanazawensis (Ishizaki, 1963) Hanai et al, 1977 †
- Propontocypris (Propontocypris) repanoa Maddocks & Steineck, 1987
- Propontocypris acuminata Müller, 1894
- Propontocypris arrosa Huang & Zheng in Huang, 1975 †
- Propontocypris attenuata (Brady, 1868) Maddocks, 1969
- Propontocypris cedunaensis Hartmann, 1980
- Propontocypris cervantesensis Hartmann, 1978
- Propontocypris clara Zhao (Yi-Chun) (Quan-Hong) in Wang et al, 1988
- Propontocypris convexa Singh & Porwal, 1989 †
- Propontocypris crocata Maddocks, 1969
- Propontocypris dispar (Mueller, 1894) Morkhoven, 1963
- Propontocypris edwardsi (Cushman, 1906) Williams, 1966 †
- Propontocypris eocaenica Neale & Singh, 1985 †
- Propontocypris euryhalina Zhao (Yi-Chun) (Quan-Hong), 1984
- Propontocypris geraldtonense
- Propontocypris gibbula Bonaduce, Ruggieri, Russo & Bismuth, 1992 †
- Propontocypris herdmani (Scott, 1905) Maddocks, 1969
- Propontocypris japonica Okubo, 1979
- Propontocypris lurida Maddocks in Maddocks & Iliffe, 1986
- Propontocypris maculosa (Mueller, 1894) Morkhoven, 1963
- Propontocypris magnicrocata Bonaduce, Masoli, Minichelli & Pugliese, 1980
- Propontocypris mediterranea (Mueller, 1894) Morkhoven, 1963
- Propontocypris monstrosa (Mueller, 1894) Morkhoven, 1963
- Propontocypris multiporifera Teeter, 1975
- Propontocypris nigeriensis (Reyment, 1960) Carbonnel, 1989 †
- Propontocypris nitida (Brady, 1886) Maddocks, 1969
- Propontocypris onslowensis Hartmann, 1978
- Propontocypris paradispar Maddocks, 1969
- Propontocypris paraepicyrta Ruan in Zeng, Ruan, Xu, Sun & Su, 1988
- Propontocypris parasimplex Whatley, Toy, Moguilevsky & Coxill, 1995
- Propontocypris pulchella (Lienenklaus, 1894) Pietrzeni, 1969 †
- Propontocypris quasicrocata Maddocks, 1969
- Propontocypris rostrata Mostafawi, 1992 †
- Propontocypris sahrhagei Hartmann, 1988
- Propontocypris schieckei Bonaduce, Masoli, Minichelli & Pugliese, 1980
- Propontocypris serrata Müller, 1894
- Propontocypris sicula (Brady, 1890)
- Propontocypris sinensis Zhao (Yi-Chun) (Quan-Hong) in Wang et al, 1988
- Propontocypris solida Ruggieri, 1952
- Propontocypris solitaria Carbonnel, 1969 †
- Propontocypris subreniformis (Brady, 1880) Maddocks, 1969
- Propontocypris subtriangularis Hu, 1984 †
- Propontocypris sylvesterbradleyi Jain, 1975 †
- Propontocypris symmetrica Hu & Tao, 2008
- Propontocypris triangulata Pietrzeniuk, 1969 †
- Propontocypris trigonella (Sars, 1866) Sylvester-Bradley, 1947
- Propontocypris uranipponica Ishizaki & Irizuki, 1990 †
- Propontocypris varaderoensis Luebimova & Sanchez, 1974 †